# Morea otomana

Mapa del Peloponès, amb els llocs principals de l'edat mitjana marcats

Morea (grec: Μωρέας o Μωριάς, francès: Morée, italià: Morea, turc: Mora) era el nom de la península del Peloponès, al sud de Grècia, durant el període de l'edat mitjana i l'edat moderna. També fa referència a una província romana d'Orient de la regió, coneguda com a Despotat de Morea.

## Els orígens del nom
Existeix certa incertesa sobre l'origen del nom medieval "Morea", que es va registrar per primera vegada al segle x a les cròniques romanes d'Orient.
Tradicionalment, els estudiosos pensaven que el nom provenia de la paraula Morea (μορέα), que significa «morera», arbre que, encara que conegut en la regió des dels temps antics, va guanyar terreny després del segle sisè, quan el cuc de seda va ser introduït de contraban des de la Xina a l'Imperi Romà d'Orient. Llavors, la morera es va començar a plantar tan copiosament al Peloponès que la plana al voltant de Tebes va arribar a ser coneguda com a Morokampos i Tebes va guanyar renom per la seva seda. No es fa ara seda a Tebes i els arbres de morera no són tan prominents, però la plana tebana conserva el seu nom Morokampos a partir del nom de les moreres, que un cop van donar a la ciutat la seva prosperitat.
El bizantinista britànic Steven Runciman suggereix que el nom ve "de la semblança de la seva forma a la d'una fulla de morera".
Una proposta alternativa de Jakob Philipp Fallmerayer diu que el nom prové de la paraula eslava more , que significa «mar».

## Història

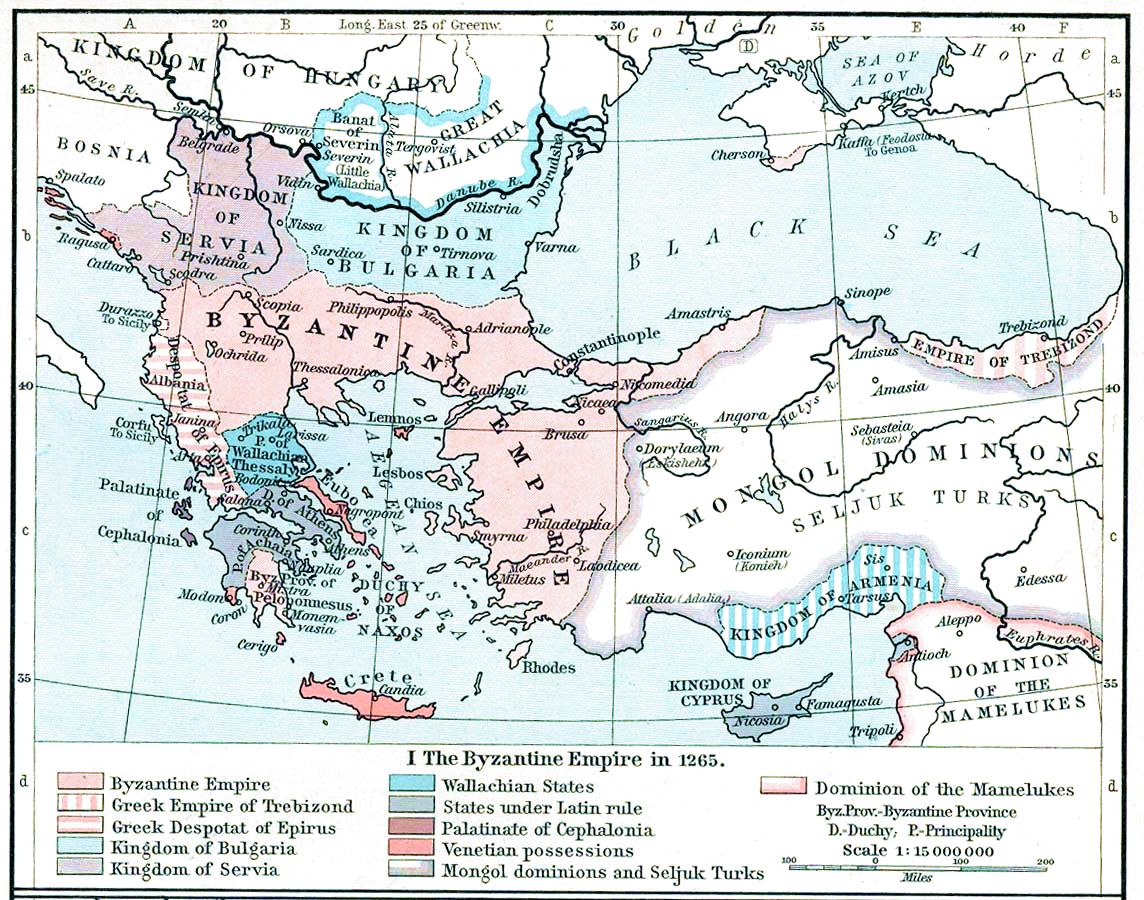
Morea ca. 1265

Morea (en turc: Mora), on Joan Claver era virrei d'Alfons el Magnànim el 1456, fou conquerida pels otomans des de 1458, quan en van ocupar una tercera part i fou unida a Tessàlia. La resta fou ocupada el 1460/1461 sota la direcció del renegat Zaghanos Pasha, excloses algunes possessions romanes d'Orient de la costa (Argos, Nàuplia, Coró, Modó i Navarino) i la ciutat de Monembasia, sota protectorat del papa. Es va formar llavors un sandjak del qual Zaghanos fou nomenat governador i que incloïa 109 ziamets i 342 timars. La seu del govern va estar alternativament a Corint, Londari o Leontari i Mistràs; posteriorment, es va fixar a Nàuplia i des de 1786 a Tripolitza (fins al 1821; després, el lloc principal en fou Modona fins a 1828). Al segle xvii, fou dividida en 22 o 24 províncies. La població va restar cristiana, però l'islam va penetrar en els albanesos. A les muntanyes de Maïna, els habitants van viure, de fet, quasi independents del 1465 fins a la independència grega. El 1468, va morir Skander Beg i el 1470 els turcs van completar el domini d'Eubea.
Una guerra amb Venècia va esclatar el 1499 i va comportar l'adquisició turca de Lepant, Modó (1500), Navarino i Coró. Venècia va renunciar a aquestes possessions en el tractat de pau del 1503. El 1532, l'emperador Carles V va intervenir contra els otomans en aliança amb Venècia, els cavallers de l'orde de Sant Joan, República de Gènova i Regne de Sicília; la flota cristiana manada per Andreu Doria va recuperar Coró i va ocupar Patres. El sultà Solimà el Magnífic va donar el govern a Mehmed Beg (fill de Yahya Pasha), amb l'encàrrec de recuperar les fortaleses (1537). Després fou Kasim Pasha i l'almirall Khayr al-Din Barbarossa qui va derrotar repetidament els venecians, que a l'estiu de 1540 van signar la pau, havent de cedir-hi Nàuplia i Monembasia. El 1550, Morea estava poblada per unes 42.000 famílies cristianes i els musulmans eren bastants menys.
La Santa Lliga (1683), amb la República de Venècia, Polònia, Germània, Rússia i els Estats Pontificis, va enviar-hi una flota, manada per Francesc Morosini, i va prendre Coró (1684) i el 1685-1686 Navarino, Calamata, Modona, Zarnata, Pasava, Celefa i Vitylo entre altres fortaleses de la part sud. El serasker Ismail Pasha fou derrotat i es va haver de retirar cap a l'interior. Hasan Pasha, que servia a Maïna, va capitular, però moltes fortaleses van oferir forta resistència. Nàuplia va ser difícil de conquerir als venecians i als seus aliats, però al final de 1687 tota la península estava en mans cristianes fins a Monembasia. El tractat de Karlowitz del 26 de gener de 1699 cedia la península a Venècia.
El 1715, els otomans van iniciar la conquesta. El país fou dominat fàcilment excepte algunes fortaleses que van oferir resistència i el tractat de Passarowitz va retornar el territori als otomans (10 de juny de 1718). Alguns grecs cristians es van fer musulmans per voluntat pròpia. Al cens del 1720, hi havia 60.000 cristians mascles de més d'11 anys i els musulmans devien ser-ne menys, però no es diu quants, tot i que havien augmentat.
De 1715 a 1780, la península va ser administrada per un paixà (el Morowalesi) amb títol de wazir. Governava un període indeterminat assistit per dos paixàs. A partir del 1780, l'administració va passar a un muhassil amb títol de paixà. Internament estava dividida en 27 partits judicials. En aquests anys, es va estendre la influència russa entre els grecs del territori.
El 15 d'octubre de 1768 Turquia va declarar la guerra a Rússia. Vaixells russos es van presentar a Morea, però els que van arribar a Vytilo el 1770 no tenien prou armament ni soldats. La pau de Kučük Kaynardji (1774) acordava per als súbdits cristians del soldà completa llibertat religiosa i el dret a comerciar sota pavelló rus; al cap de tres mesos se'ls va concedir una amnistia general.
El 1821, va esclatar la revolta dels grecs quan era governador Khurshid Pasha, que estava assetjant Ali Pasha Tepedelenli a Janina. Els rebels van dominar aviat les planes i algunes fortaleses, però el 1825 va arribar Ibrahim Paixà d'Egipte, encarregat d'esclafar la rebel·lió i aquest no va trigar a recuperar el control de la península, però sense poder liquidar la revolta. El 16 de juliol de 1827, França, Anglaterra i Rússia van acordar la creació d'un principat amb Morea i altres zones de Grècia. El 20 d'octubre de 1827, les flotes de les tres potències van destruir la flota otomana a Navarino. El 18 de gener de 1828, Joan Capodistria, elegit per l'assemblea de Trezene com a president de l'estat lliure de Grècia, es va traslladar a Nàuplia. El 6 d'agost de 1828, Anglaterra va signar un acord amb Muhammad Ali d'Egipte per a l'evacuació de la península pels egipcis. Poc després, desembarcaven les tropes franceses manades pel general N. J. Maison, que ocupaven Messènia.
Finalment, el 6 de febrer de 1833, el príncep Otó, fill del bavarès Lluís de Baviera, va desembarcar a Nàuplia com a primer rei de Grècia.